# نيجيل أدكينز
نيجيل أدكينز (بالإنجليزية: Nigel Adkins)‏ (11 مارس 1965 المملكة المتحدة - ) هو لاعب كرة قدم بريطاني، يلعب كحارس مرمى.

## وصلات خارجية
نيجيل أدكينز على موقع قاعدة بيانات كرة القدم.إي يو (الإنجليزية)
- نيجيل أدكينز على موقع Soccerbase.com (مدرب) (الإنجليزية)
- نيجيل أدكينز على موقع Soccerway.com (الإنجليزية)
- نيجيل أدكينز على موقع عالم كرة القدم.نت (الإنجليزية)